# 四吡嗪并四氮杂卟啉
四吡嗪并四氮杂卟啉（TPz或TPyzPz）是一种具有芳香性的平面大环化合物，化学式为C24H10N16。它最初由Patrick Linstead于1937年发现。它可以二氨基顺丁烯二腈和α-二羰基化合物为原料，经多步反应制得。